# Delawarowie

Lappawinze – wódz Delawarów, 1737.

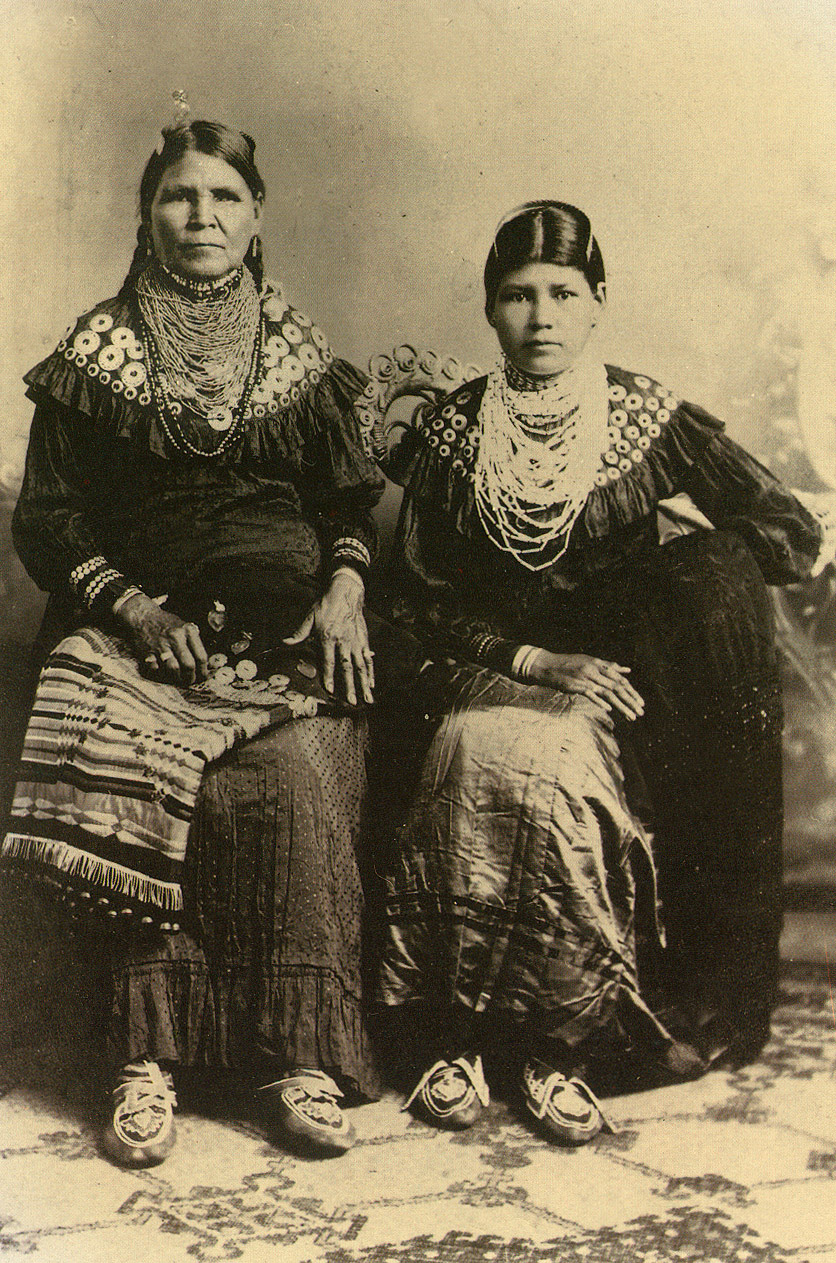
Indianki Lenape, 1915.

Delawarowie – plemię Indian Ameryki Północnej należące do algonkiańskiej rodziny językowej. Sami siebie nazywali Lenni Lenape, znani także jako Wapanachki (Naród Czystej Krwi). Nazwa Delaware nadana została przez Francuzów.

## Historia
Delawarowie byli swego czasu jednym z najpotężniejszych ludów indiańskich Wschodniego Wybrzeża. Uchodzili za naród wojowniczy, stworzyli tajną organizację bojową pod nazwą Tammany, której pierwszym przywódcą i faktycznym założycielem był wódz Tammenund. W 1682 roku sprzedali oni Williamowi Pennowi swe ziemie nad Atlantykiem i od tego czasu byli zmuszeni powoli ustępować przed białymi coraz dalej na zachód. W roku 1737 wódz Delawarów Lappawinze podpisał w Filadelfii tzw. „traktat wędrujący” (ang. Walking Purchase Treaty), na mocy którego odstępował białym tyle ziemi, ile człowiek jest w stanie przejść w ciągu półtora dnia, poczynając od rzeczki Neshaming Creek. Gubernator Pensylwanii, wykorzystując traktat, nakazał budowę drogi bitej w kierunku zachodnim, a dla mierzenia półtoradniowego odcinka wynajął zawodowych biegaczy-kurierów, co Delawarowie uznali za oszustwo.

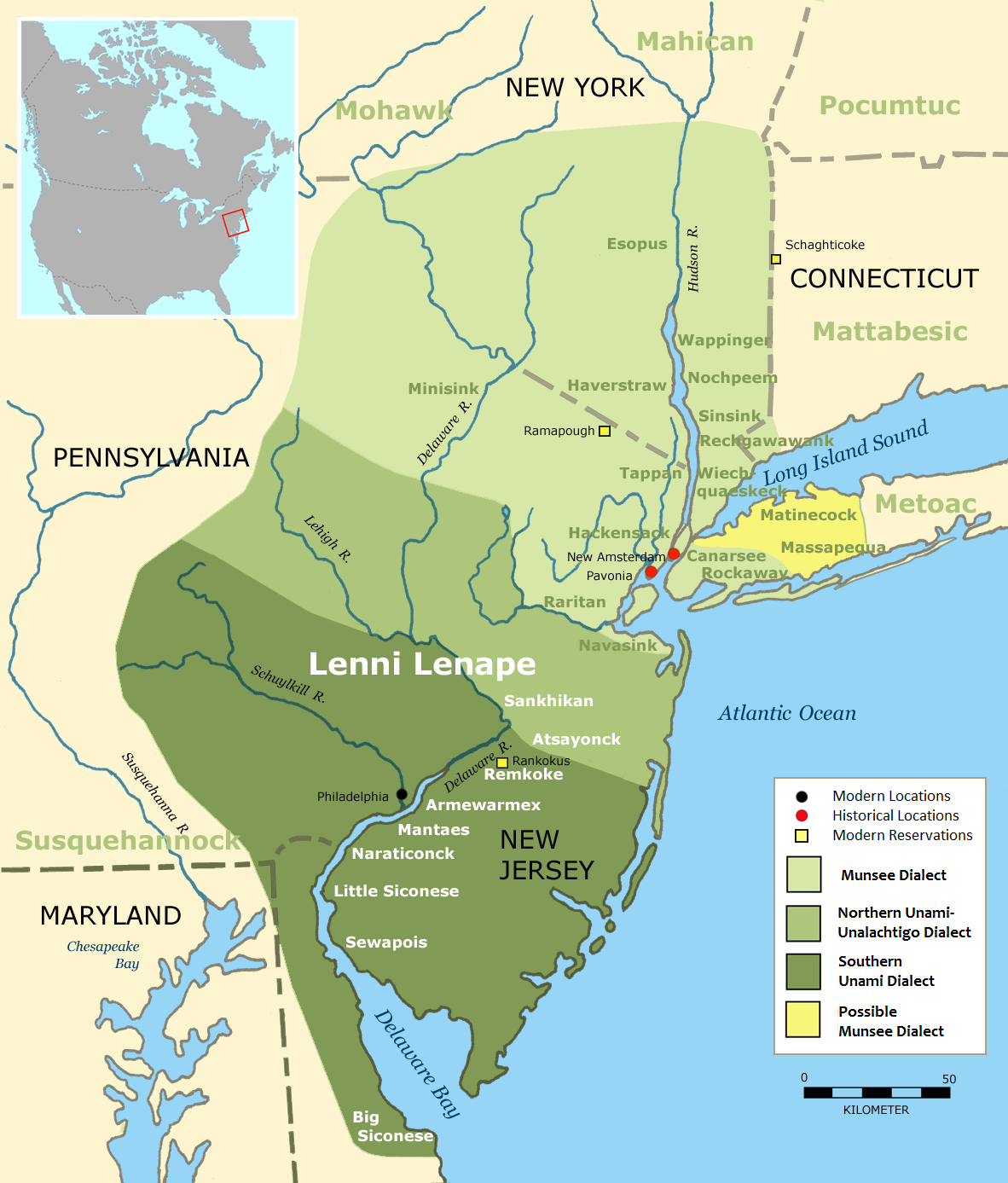
Lenapehoking – historyczne ziemie Delawarów na wschodnim wybrzeżu Ameryki Północnej.

Traktat z Easton był kolejnym niedotrzymanym porozumieniem podpisanym w październiku roku 1758 pomiędzy brytyjskimi władzami kolonii Pensylwania a plemionami Indian zamieszkującymi tzw. Ohio Country, głównie Szaunisami i Delawarami. Traktat, podpisany podczas wojny z Indianami i Francuzami postanawiał, że Indianie nie będą wspierać zbrojnie Francuzów przeciw Brytyjczykom, w zamian za co władze Pensylwanii zobowiązywały się do niezakładania nowych osad na zachód od pasma Alleghenów do zakończenia wojny. Traktat stał się podstawą tzw. Proklamacji 1763, która oddawała w ręce Anglików wszystkie terytoria zajmowane uprzednio przez Francuzów. To doprowadziło do wybuchu powstania Pontiaca, po której władze kolonii nieco zmieniły swój stosunek do Indian, ale nie na długo.
Delawarowie, wypierani coraz dalej na zachód, próbowali się bronić. Cofnęli się początkowo do doliny rzeki Ohio, gdzie luźno współpracowali z innymi Indianami (przede wszystkim z Irokezami), aby stawić czoła kolonizatorom. Ostatnią bitwę stoczyli pod Tippecanoe w roku 1811. Po klęsce niedobitki Delawarów uszły aż nad Missisipi.
Pod koniec XIX wieku zostali wysiedleni do rezerwatów w Oklahomie (USA) i Ontario (Kanada).
Dawniej uważano, że Delawarowie są, obok Odżibwejów, jednym z nielicznych ludów Indian Ameryki Północnej, który posiadał dość rozwinięte pismo obrazkowe. Sugerowała to „odnaleziona” w pierwszej połowie XIX wieku „kronika” Walam Olum, rzekomo relacjonująca historię Delawarów, która jednak okazała się falsyfikatem.

## Liczebność
Według danych U.S. Census Bureau, podczas spisu powszechnego w 2000 roku, 8304 obywateli USA zadeklarowało, że jest pochodzenia Delaware, a 16 341 oświadczyło, że ma pochodzenie wyłącznie lub między innymi Delaware.